# Marco Folio Flacinátor (tribuno consular 433 a. C.)
Marco Folio Flacinátor  fue un político y militar romano del siglo V a. C. perteneciente a la gens Folia. Diodoro Sículo lo llama Marco Falinio.

## Familia
Folio fue miembro de los Folios Flacinátores, la única familia conocida de la patricia gens Folia.

## Tribunado consular
Fue uno de los tres tribunos consulares del año 433 a. C., año en que, a pesar de la oposición de los tribunos de la plebe, todos los tribunos consulares elegidos fueron de origen patricio.
Su mandato está marcado por la aparición de una epidemia de peste en Roma. Se proyectó un templo dedicado a Apolo Sosiano con la esperanza de limitar el alcance de la epidemia, pero las pérdidas de hombres y animales fueron de tal magnitud que los romanos temieron una hambruna debido a que los campos no fueron cultivados. Decidieron entonces enviar embajadores a Etruria, las llanuras pontinas, Cumas y Sicilia para tratar de obtener trigo.
En el año 390 a. C., durante el saqueo de Roma, Tito Livio menciona al pontifex maximus Marco Folio que pudo ser este mismo personaje.